# Vistafjord
Die Vistafjord war ein Kreuzfahrtschiff, das zuletzt als Saga Ruby bis Januar 2014 von Saga Cruises betrieben wurde.

## Geschichte

### Dienst als Kreuzfahrtschiff
Die Vistafjord entstand auf der britischen Werft Swan Hunter Shipbuilders in Wallsend mit der Baunummer 39 und wurde am 15. Mai 1973 an die norwegische Reederei NAL Den norske Amerikalinje (Norwegische Amerikalinie) abgeliefert. Diese betrieb es zusammen mit ihrem älteren Schwesterschiff Sagafjord im weltweiten Kreuzfahrtprogramm.
Im Mai 1980 wurden beide Schiffe an die Tochterfirma NAC Norwegian American Cruises übertragen. Von 1981 bis 1982 wurde die Vistafjord als „Traumschiff“ im deutschen Fernsehen einem breiten Publikum bekannt.
Im Oktober 1983 wurde die NAC von der Reederei Cunard Line übernommen, und die Vistafjord wurde zusammen mit der Sagafjord unter der Flagge der Bahamas in Fahrt gebracht. Im Dezember 1999 ließ Cunard die Vistafjord für fünf Millionen US-Dollar renovieren und beheimatete das Schiff als Caronia unter britischer Flagge in Southampton. Sie war damit das dritte Schiff, das diesen Namen erhielt.
Cunard verkaufte die Caronia im Juli 2004 an die Reederei Acromas Shipping, eine Tochtergesellschaft des britischen Unternehmens Acromas Travel, die das Schiff schließlich in Saga Ruby umtaufte und zusammen mit dem ebenfalls umgetauften Schwesterschiff Saga Rose betrieb. Nach der Modernisierung in einer maltesischen Werft lief die Saga Ruby im März 2005 zu ihrer ersten Kreuzfahrt aus. Im Juli 2010 wurde das Schiff in das Schiffsregister Maltas überführt und blieb bis 2013 in der Bereederung von Acromas Shipping. Im letzten Betriebsjahr 2013/14 lief das Schiff unter dem Management von V.Ships Leisure. Bis Anfang 2014 wurde die Saga Ruby als Kreuzfahrtschiff betrieben, die letzte Reise endete am 9. Januar in Southampton.

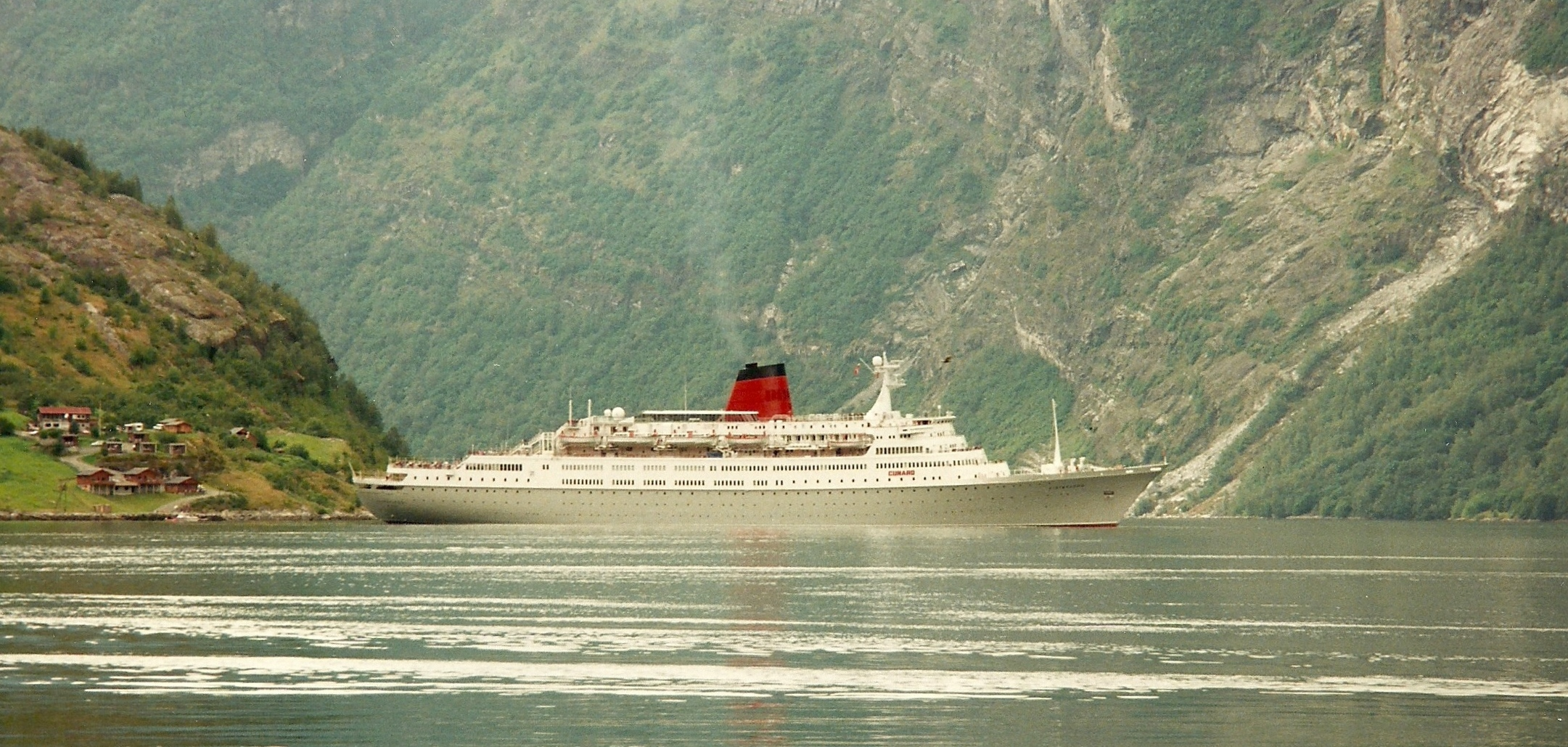
Die Vistafjord 1993 im Geirangerfjord
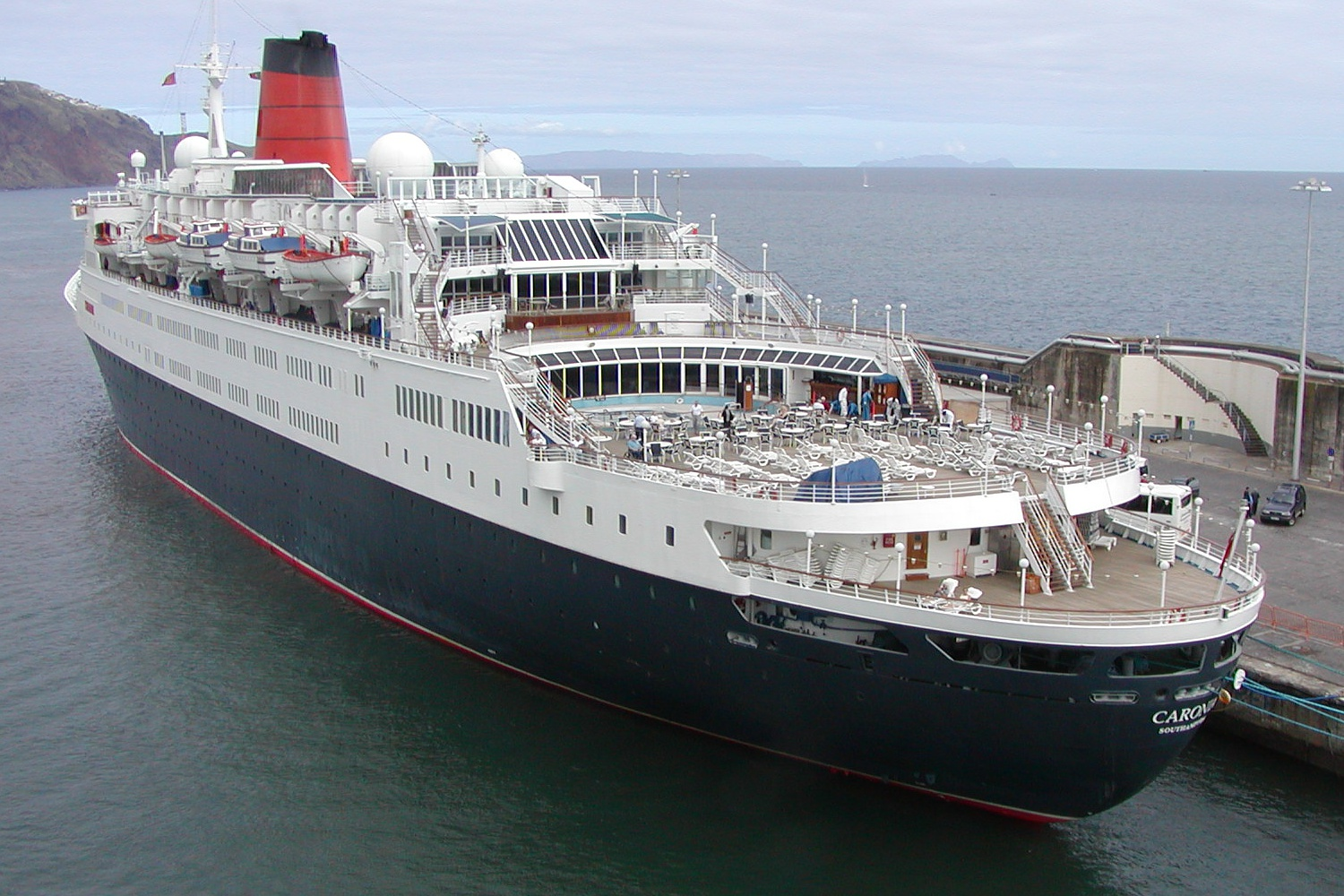
Als Caronia 2003 in Funchal
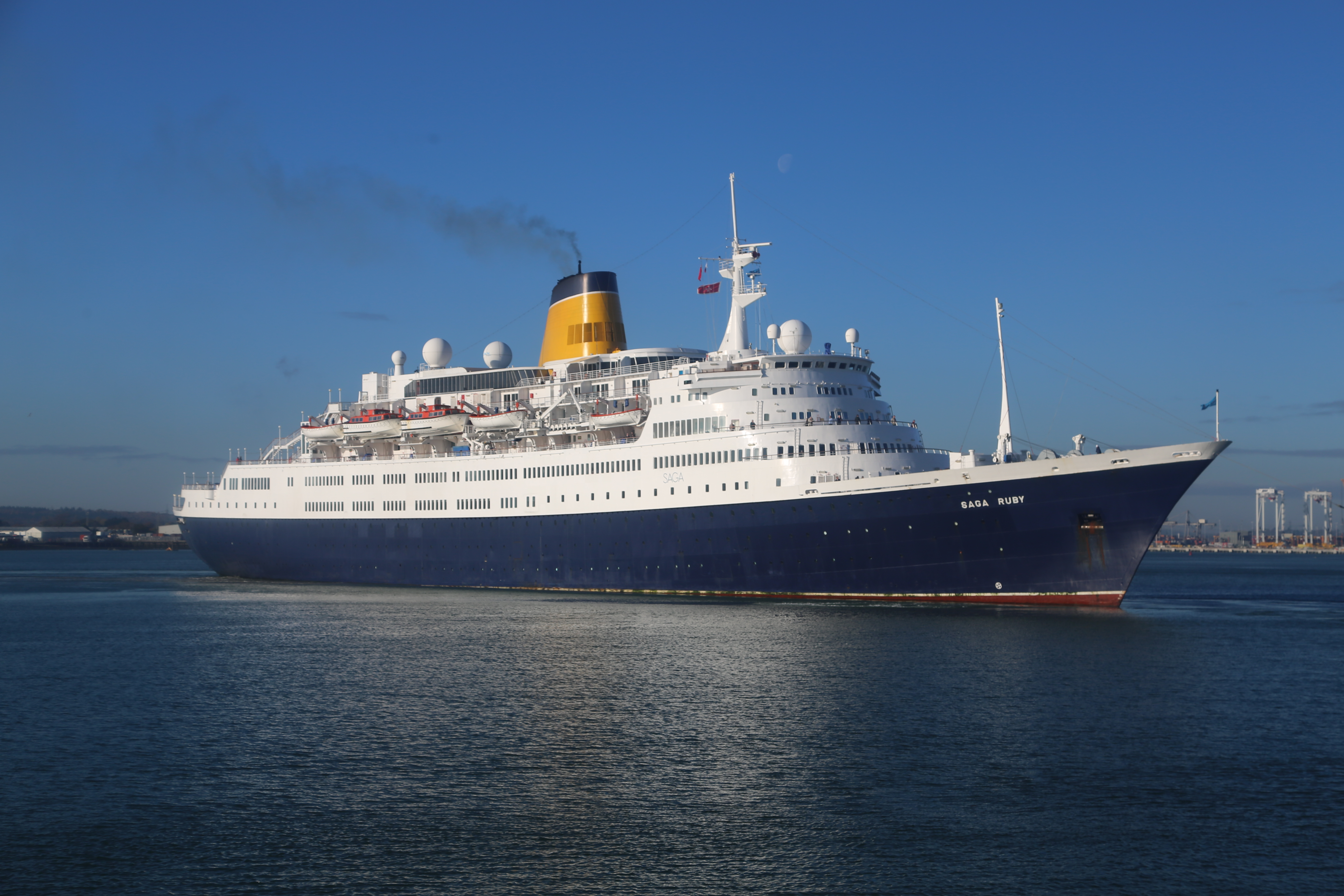
Als Saga Ruby 2013 in Southampton

### Geplante Nutzung als Hotelschiff und Verschrottung
Das Schiff wurde für 14 Millionen US-Dollar an das Unternehmen Millennium View Limited (eine Tochtergesellschaft eines Unternehmens in Singapur) verkauft, die das Schiff dem Management von FleetPro Ocean aus Miami unterstellte. Es war vorgesehen, das inzwischen in Oasia umbenannte und auf den Bahamas registrierte Schiff als Hotelschiff in Myanmar einzusetzen.
Mitte 2016 wurde bekannt, dass das Schiff für 26 Mio. US-Dollar zum Verkauf angeboten wird.
Das Schiff lag seither vor Sattahip in Thailand auf Reede.
Im März 2017 wurde das Schiff an eine indische Abwrackwerft verkauft und trat als Oasis seine letzte Reise zu den Abwrackwerften bei Alang an, wo es am 4. April auf Reede eintraf. Am 12. April 2017 wurde das Schiff in Alang gestrandet und in der Folgezeit verschrottet.

## Maschinenanlage und Antrieb
Das Schiff wurde von zwei langsamlaufenden Neunzylinder-Zweitakt-Schiffsdieselmotoren des Typs Sulzer RD68 angetrieben, die von George Clark & North Eastern Marine in Lizenz gebaut wurden und ihre Kraft über Wellenanlagen direkt auf die beiden Festpropeller übertrugen. Für die Stromversorgung an Bord waren sieben Dieselgeneratoren von Bergen Diesel und Cummins sowie ein Notgenerator von Caterpillar vorhanden.